# أليكساندر لافي
أليكساندر لافي (بالبرتغالية: Alexandre Levy‏) هو ملحن وصحفي وعازف بيانو برازيلي، ولد في 10 نوفمبر 1864 في ساو باولو في البرازيل، وتوفي بنفس المكان في 17 يناير 1892.

## وصلات خارجية
- أليكساندر لافي على موقع ميوزك برينز (الإنجليزية)
- أليكساندر لافي على موقع ديسكوغز (الإنجليزية)